# Подводные лодки типа S (1914)
Подводные лодки типа S — серия из трёх британских подводных лодок, построенных в 1912—1915 годах судостроительной компанией Scotts (Гринок) для ВМС Италии. Прототипом лодок типа S были итальянские лодки типа Laurenti.
Корпус имел десять внутренних переборок.
Всего было построено три единицы. Все три были переданы итальянскому флоту в октябре 1915 года.

## История
В августе 1911 года группа офицеров Адмиралтейства посетила завод FIAT-San Giorgio в Специи, и им были показаны подводные лодки Velilla и Medusa. Месяц спустя компания Scotts из Гринока, которая с 1909 года был лицензиатом FIAT-San Giorgio в Великобритании, предложила построить аналогичную лодку за 50 000 фунтов. В том же месяце Scotts получил заказ на одну лодку, получившую обозначение S1. По размерам она была сопоставима с классом «С», имела такое же вооружение — два 450-мм носовых торпедных аппарата с боезапасом 4 торпеды. Хотя лодка получилась немного медленнее, но обладала лучшей надводной мореходностьюза счёт высокого запаса плавучести и формы корпуса. Основным недостатком было большое время, затрачиваемое на погружение, присущее типу Laurenti двухкорпусной конструкции.
Конструкция лодки в целом повторяла конструкцию Лауренти — с частичный двойной корпус, широкая корма типа «утиный хвост». Корпус был разделён десятью водонепроницаемыми переборками, тогда как у типа «Е» было только две.
В июне 1913 года были заказаны ещё две лодки.

## Состав серии
| Название | Заложена | Спущена    | В строю | Примечание                              |
| -------- | -------- | ---------- | ------- | --------------------------------------- |
| S1       | 08.1912  | 28.02.1914 | 08.1914 | Переданы ВМС Италии в октябре 1915 года |
| S2       | 10.1913  | 14.04.1915 | 05.1915 | Переданы ВМС Италии в октябре 1915 года |
| S3       | 03.1914  | 10.06.1915 | 09.1915 | Переданы ВМС Италии в октябре 1915 года |

## Галерея

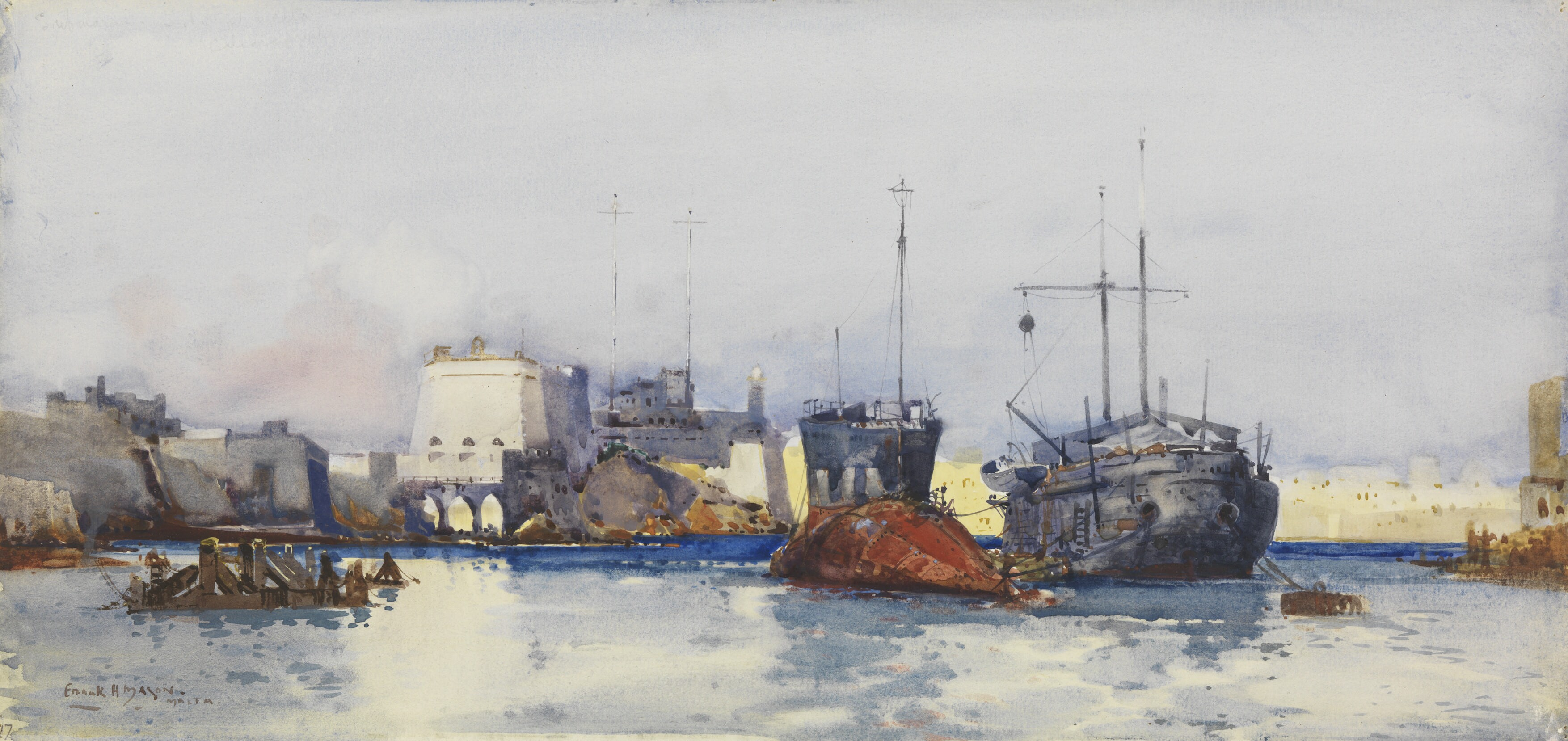
Подводная лодка S1 в Калкара-Крик, Мальта